# 不動沢橋

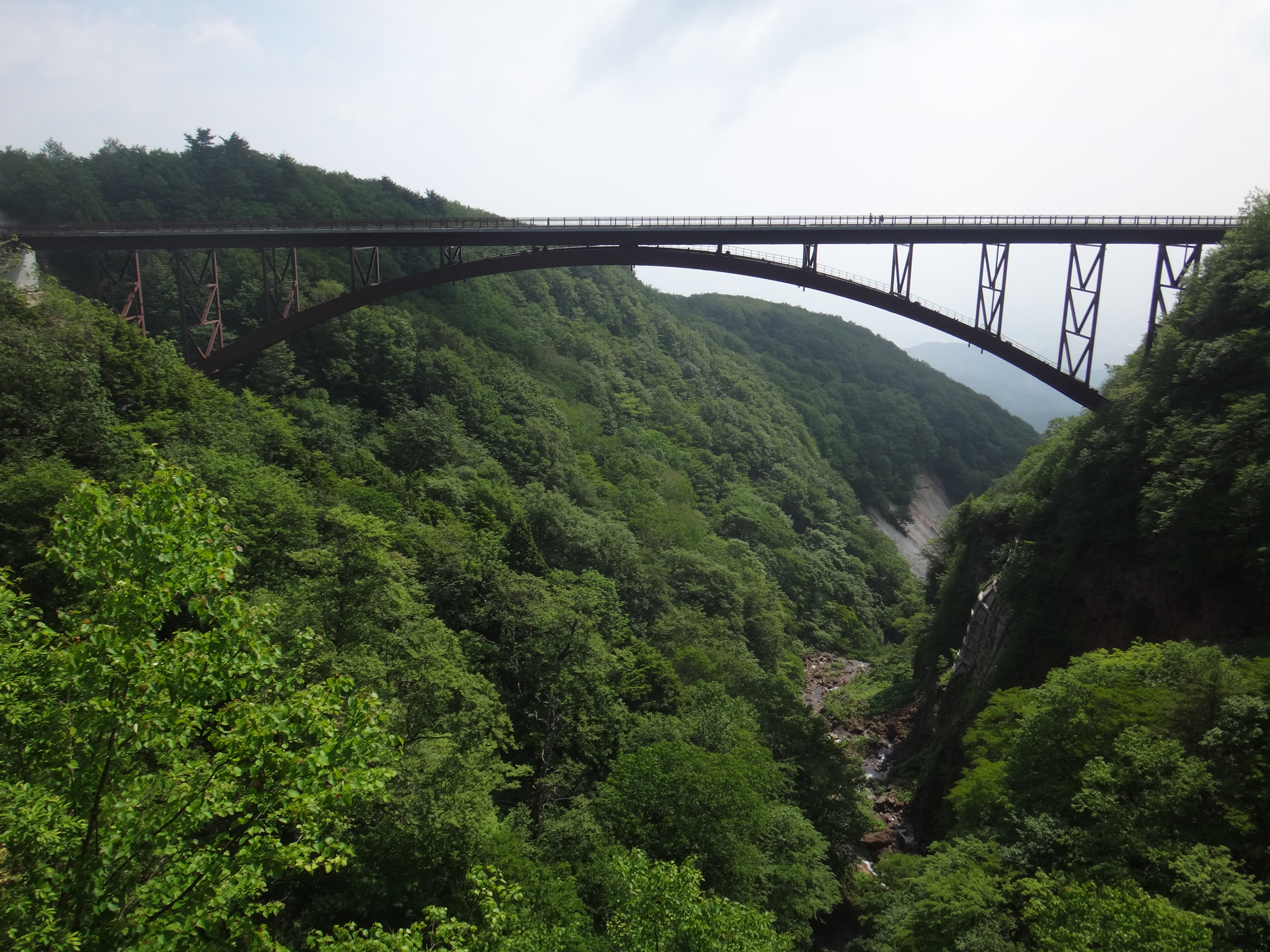
不動沢橋

不動沢橋（ふどうさわばし）は、福島県福島市にある道路橋である。

## 概要
- 全長：170.0m
  - 主径間：126.0m
- 幅員：6.0(11.0)m
- 形式：鋼上路式ローゼ桁橋
- 設計荷重：B活荷重（道示1996年）・雪荷重
- 事業主体：福島県道路公社

福島市在庭坂に位置し、福島県道70号福島吾妻裏磐梯線（磐梯吾妻スカイライン）を通す。一級水系阿武隈川水系須川支流の不動沢を渡る。吾妻八景の一つであるつばくろ谷を跨いでおり、展望スポットとして人気が高い。現在の橋は2000年に老朽化対策のために架け替えられた2代目の橋である。

## 沿革

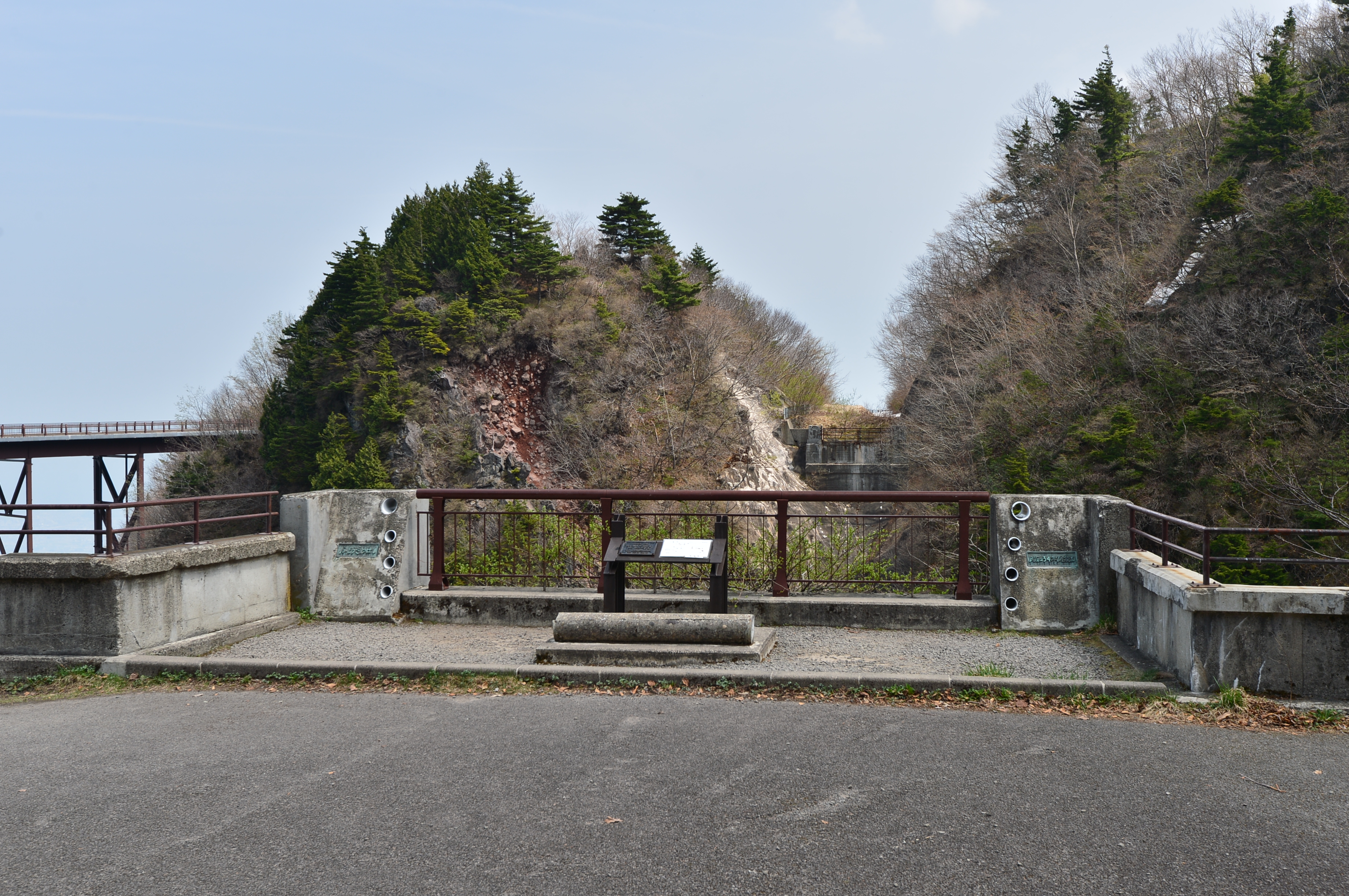
旧・不動沢橋の跡。展望台の中央部には旧橋の銘板が飾られている。（2018年）

1959年11月の磐梯吾妻スカイラインの供用に伴い、初代不動沢橋の供用が開始された。
- 形式：3径間鋼上路式トラス橋（第2径間）＋鈑桁橋（第1・3径間）
- 橋長：95.6 m
- 主径間：60.0 m（トラス支間）
- 幅員：5.5 m
- 事業主体：日本道路公団

現在は当道路は福島県道路公社による管轄だが、当時は日本道路公団によって建設された。上部工のトラスの製作は櫻田機械工業によって行われた。建設当時、国内で最も標高の高い道路橋といわれていた。2等橋として建設されたため交通量の増加や車両の大型化に対し増桁の設置や床版補修で対処していたが、高山、火山地帯の厳しい自然環境にさらされコンクリートの凍害によるひび割れや欠損が発生していた。また、幅員狭小の為大型観光バスのすれ違いが不可能であったことから1996年度より架け替え事業に着手され、周辺地形への影響を抑えるため100m下流側への架橋が決められた。
橋梁形式は2径間PC連続T型ラーメン橋、2径間鋼連続V脚ラーメン橋、鋼アーチ橋の中から、単径間で地形改変が少なく、V字谷に適し、磐梯朝日国立公園内の景観にも優れる鋼アーチ橋が選ばれた。また、冬期間の施工が不可能なことから下路式、中路式アーチ橋では補剛桁架設の施工性に劣り工期がかかってしまうため上路式ローゼ桁橋に決定された。左岸側には火山性ガスの噴出箇所があるため、錆が安定しない可能性があり耐候性鋼材は用いられず、普通鋼にポリウレタン樹脂塗装がされている。また、左岸側の土壌が強酸性であり、コンクリート基礎の腐食の恐れがあることから、大分自動車道湯布院～大分間の実績や下水道事業団指針、建設省東北技術事務所による玉川温泉での実験結果が活かされ、コンクリートにエポキシ樹脂が巻かれ、深礎杭には化学的腐食に強い高炉コンクリートが用いられている。左岸側地表では労働安全衛生法で定められている許容値の10ppmを超える17ppmの硫化水素濃度が観測され、深礎杭掘削の際は2800ppmに達することもあった。これは火山性水蒸気爆発事故が発生した安房トンネル建設時の1900ppmをはるかにしのぐ値である。対策として5台の送風機による換気と作業員への送風マスクの装着が行われた。上部工工事でも高山地帯ゆえに濃霧に見舞われることが多く難工事であったが、1998年11月にアーチリブが併合され両岸が繋がり、2000年4月14日に冬季閉鎖からの再開通に合わせ供用が開始された。総工費は15億2300万円。銘板は当時の福島県知事、佐藤栄佐久による揮毫である。福島市街地側の旧橋の取付道路部は廃止された後につばくろ谷駐車場や広場として整備されており、公衆トイレも設置されている。かつての橋台部分には旧橋の様子を記したプレートや橋脚の一部、当時の銘板、親柱が残されている展望台として機能しており、現不動沢橋越しに福島盆地を一望することができる。谷底を覗くと、かつての橋脚跡を見ることができる。